# Linda Karshan
Linda Karshan (nascida em 1947) é uma artista americana. Karshan é conhecida pelos seus desenhos abstratos baseados em performance.
O seu trabalho encontra-se incluído nas colecções da Tate Gallery, em Londres, da Harvard Art Museumsa e do Walker Art Center, em Minneapolis.
Em 2021 ela doou uma colecção significativa de desenhos para a Galeria Courtauld, em nome do seu falecido marido Howard Karshan.